# リストラック・メドック
リストラック＝メドック (Listrac-Médoc) は、フランス南西部ヌーヴェル＝アキテーヌ地域圏ジロンド県北部にある、人口2千人あまりのコミューンである。

## 地理
ボルドーの北西約15kmに位置する。ジロンド川には面していないが、村は全体に平坦である。

## 人口統計
| 1962年 | 1968年 | 1975年 | 1982年 | 1990年 | 1999年 | 2006年 |
| ------ | ------ | ------ | ------ | ------ | ------ | ------ |
| 1284   | 1328   | 1319   | 1521   | 1821   | 1854   | 2115   |

参照元:INSEE